# 被愛不如去愛
被愛不如愛人（愛されるより　愛したい）是日本二人組合近畿小子的第2張單曲。於1997年11月12日由傑尼斯娛樂唱片公司發行。

## 解說
從上一張包含抒情曲風的出道單曲，一轉就轉到了這張單曲的跳舞曲風來。據Oricon所統計，單曲的首批銷量達到50.5萬張，大幅超越上一張單曲的數字。而且在連續兩週佔據Oricon銷量榜的第一位後，相隔兩個星期又再次蟬聯第一位多兩個星期（累積統計佔據第一位共4個星期）。

## 名稱
- 日語原名：
- 中文意思：比起被愛想去愛
- 香港正東譯名：被愛不如去愛
- 台灣豐華譯名：被愛不如愛人
- 台灣艾迴譯名：被愛不如愛人

## 收錄歌曲
1. 被愛不如愛人（愛されるより　愛したい）
  - ※KinKi Kids二人參與演出的日本電視台連續劇『我們的勇氣 未滿都市』主題曲。
  - 作曲：馬飼野康二
  - 作詞：森　浩美
  - 編曲：CHOKKAKU
  - 和音編排：岩田雅之
2. 一人孤單的聖誕節（ひとりぼっちのクリスマス）
  - 作曲：Sally-shu
  - 作詞：Sally-shu
  - 編曲：岩瀨聰志
3. 被愛不如愛人 (Instrumental)
  - 作曲：馬飼野康二
  - 編曲：岩田雅之
4. 一人孤單的聖誕節 (Instrumental)
  - 作曲：Sally-shu
  - 編曲：岩瀨聰志